# ノンキナトウサン
『ノンキナトウサン』は、麻生豊の作画による日本の漫画。別題『呑気なとうさん』『のんきな父さん』。この項では、同漫画を原作とした日本の映画についても記述する。
大正時代に新聞漫画として連載開始し、昭和初期にかけて断続的に発表された。『只野凡児』と並ぶ麻生の代表的な連載作品であり、「ノントウ」の略称で親しまれた。

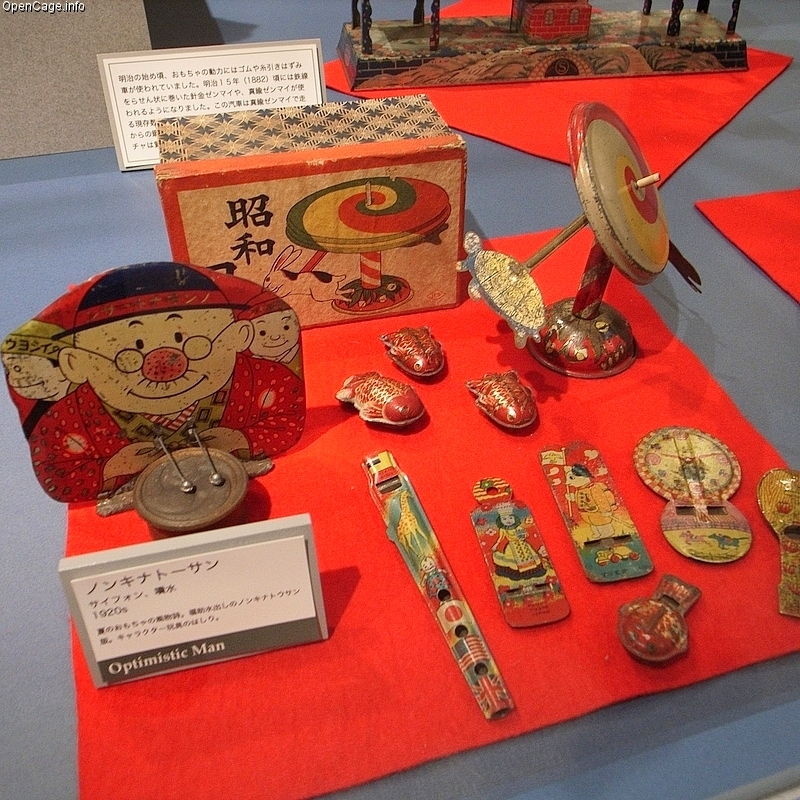
有馬玩具博物館の1920年代のブリキ製玩具。サイフォンの原理で噴水を起こす『ノンキナトウサン』の福助水出しなど

## 概要
主人公の「ノンキナトウサン」と相棒の「隣のタイショウ」が織り成す騒動を描いた短編ギャグ漫画（連載期間のほとんどは4コマ漫画）である。失業者である「ノンキナトウサン」は、職に就こうと奮闘し、時には巡査や俳優やアナウンサーなどに採用されたり、大金を得て裕福な生活を送ったりするものの、再び貧乏な生活に戻る。
1925年（大正14年）、1946年（昭和21年）の3シリーズ・4回にわたってアニメーション映画および実写映画化された（#映画節で後述）。

## 沿革
もとは1923年（大正12年）4月29日から『報知新聞』の「日曜漫画」欄で不定期に連載されていた『呑気なとうさん』という題名の8コマ漫画（同年5月27日号から『のんきな父さん』と題名を改め、同年の10月28日号から6コマ漫画へと変更した）で、同年9月の関東大震災や、それ以前の慢性不況で生活に打撃を受けた人々の心を明るくしようと、当時の報知新聞編集局長・高田知一郎が、本紙紙面に陽気な漫画の連載を検討し、新人の漫画記者であった麻生の同作品を抜擢した。当時、短編コマ漫画ではジョージ・マクマナスの『親爺教育』（アサヒグラフ連載）が人気で、麻生は同作品に「何としても太刀打ちできそうにない」と、連載開始を固辞したが、最終的に引き受けた。
同年11月26日号から『夕刊報知新聞』へ移り、題表記を『ノンキナトウサン』、体裁を4コマ漫画に改め、第1面の左上に毎日連載した。コマ割り、ふきだしなどの表現、簡略化されたキャラクター描写において『親爺教育』の影響を受けたとみられており、初期の連載ではセリフ部分が横書き・カタカナ書きとなっている。連載を経るうちにコマ配置は2×2から、1×4の縦型に変わった。
連載開始後の『報知新聞』の発行部数は伸び、麻生は人気漫画家となった。カラー版の単行本はベストセラーとなり、キャラクターを用いた広告や、人形・手拭いなどのマーチャンダイズ商品が作られるなど、大正末期の社会現象となった。とぼけた雰囲気の男性が「ノントウ」と呼ばれるなど、流行語ともなった。1926年（大正15年）10月、麻生のヨーロッパ歴訪のため連載を一旦終了。帰国後の1929年（昭和4年）、『読売新聞』日曜版の「読売サンデー漫画」で『続ノンキナトウサン』の題で連載を再開。
1930年（昭和5年）3月、連載媒体が『サンデー毎日』へ移り、『ノンキナトーサン』の題で6コマ漫画となった。同年6月に『読売新聞』本紙で4コマ連載に復帰し、題も『ノンキナトウサン』に戻った。その一方、麻生は1933年（昭和8年）より、ノンキナトウサンの息子を主人公にしたスピンオフ『只野凡児』を『朝日新聞』で連載開始した。凡児が独身のサラリーマンとして社会で奮闘するというストーリーであった。
戦後の1945年（昭和20年）、麻生は『第一新聞』でふたたび『ノンキナトウサン』の連載をおこなっている。
麻生は1961年没のため、著作権を作者の死後70年に延長する2019年以前に著作権が終了、パブリックドメインになっている。

## 文化的影響
- 演歌師の石田一松は、師匠・添田唖蝉坊が作った「ノンキ節」を改作し、「ノンキナトウサン節」とも称される独自の「ノンキ節」を歌った[9]。
- 政治家・町田忠治は風貌が本作の主人公に酷似していたため、「ノンキナトウサン」「ノントウ」と呼ばれた[10]。なお、町田は、本作連載開始当時の報知新聞社社長である。

## 映画

### 竜宮参り
『ノンキナトウサン 竜宮参り』（ノンキナトウサン りゅうぐうまいり）は、1925年（大正14年）製作・公開の日本の短篇無声アニメーション映画である。木村白山作画・演出。アヅマ映画社（タカマツ・アズマプロダクション）・朝日キネマ製作。1巻もの。

#### スタッフ・作品データ
- 監督・作画 : 木村白山
- 原作 : 麻生豊
- 製作 : アヅマ映画社、朝日キネマ
- 上映時間（巻数） : 1巻
- フォーマット : 白黒映画 - スタンダードサイズ（1.33:1） - サイレント映画
- 初回興行 : 不明

### 花見の巻
『ノンキナトウサン 花見の巻』（ノンキナトウサン はなみのまき）は、1925年（大正14年）に製作・同年9月18日に公開された日本の長篇劇映画である。曽我廼家五九郎主演。畑中蓼坡監督。直木三十三（のちの直木三十五）の聯合映画芸術家協会が製作・自主配給した。後述の『ノンキナトウサン 活動の巻』と2本立てで公開された。
浅草公園六区では、日本館で公開されたが、斜め向かいにあって、牧野省三、直木と協力関係にあった高松豊次郎が経営していた大東京では、同日、牧野のマキノ・プロダクション製作、本作と同じ畑中蓼坡監督の『中山安兵衛』、中川紫郎の中川映画製作所と直木の聯合映画芸術家協会が共同製作した、広瀬五郎監督の『通り魔』の2本立てが封切られている。

#### スタッフ・作品データ
- 製作 : 直木三十三
- 監督 : 畑中蓼坡
- 脚色 : 金子洋文
- 原作 : 麻生豊
- 撮影 : 高城泰策
- 製作 : 聯合映画芸術家協会
- 上映時間（巻数） : 不明
- フォーマット : 白黒映画 - スタンダードサイズ（1.33:1） - サイレント映画
- 初回興行 : 浅草公園六区・日本館

#### キャスト
- 曽我廼家五九郎 - ノンキナトウサン
- 曽我廼家一奴 - 隣の大将
- 武智薫子 - トウサンの妻君
- 曽我廼家胡蝶 - トウサンの子供
- 名村春操 - 撮影監督
- 花園百合子 - その夫人

### 活動の巻
『ノンキナトウサン 活動の巻』（ノンキナトウサン かつどうのまき）は、1925年（大正14年）製作・同年9月18日公開の日本の長篇劇映画である。小沢得二監督。曽我廼家五九郎主演。上記『ノンキナトウサン 花見の巻』と2本立てで公開された。

#### スタッフ・作品データ
- 製作 : 直木三十三
- 監督 : 小沢得二
- 脚色 : 金子洋文
- 原作 : 麻生豊
- 撮影 : 高城泰策
- 製作 : 聯合映画芸術家協会
- 上映時間（巻数） : 不明
- フォーマット : 白黒映画 - スタンダードサイズ（1.33:1） - サイレント映画
- 初回興行 : 浅草公園六区・日本館

#### キャスト
- 曽我廼家五九郎 - ノンキナトウサン
- 曽我廼家一奴 - 隣の大将
- 武智薫子 - トウサンの妻君
- 曽我廼家胡蝶 - トウサンの子供
- 名村春操 - 撮影監督
- 花園百合子 - その夫人

### のんきな父さん
『のんきな父さん』（のんきなとうさん）は、1946年（昭和21年）製作・公開の日本の長篇劇映画である。マキノ正博（のちのマキノ雅弘）監督。小杉勇主演。松竹京都撮影所製作。
マキノ正博が松竹京都撮影所の所長時代の最後に、本作と溝口健二監督の『歌麿をめぐる五人の女』の2本の企画が通った。マキノは10月中に本作をクランクアップしたが、そのころ溝口は準備を始めたばかりであった。当時の同撮影所には労働組合がなかったが、それはマキノが所長だったからで、組合組織化寸前の状態であった。本作のクランクアップ後、マキノは辞表を手に松竹本社に向かい、受理されて戻ってきたところで従業員組合が結成され、マキノは委員長に就任させられた。やむを得ず1週間のストライキを打ち、本社と要求折衝を行った。ストライキ明けに溝口はわずか1週間で『歌麿をめぐる五人の女』をクランクアップさせ、それぞれ完成にこぎつけた。両作は、マキノ個人の借金で製作された。完成後に、両作を副社長の城戸四郎に試写を行い、両作を妥当な金額で買い取らせた。ストライキによる従業員の要求も受け入れられた。
本作の撮影には、灰田勝彦の親友の別所毅彦ほか、25名のプロ野球選手が出演した野球の試合のシーンがある。本作に特別出演した多くの歌手の中で、ミスワカナが撮影直後の同年10月14日、心臓発作で急死している。

#### スタッフ・作品データ
- 企画 : 中野泰介
- 監督 : マキノ正博
- 脚本 : 八尋不二
- 原作 : 麻生豊
- 撮影 : 竹野治夫
- 録音 : 石原貞光
- 音楽 : 服部良一
- 製作 : 松竹京都撮影所
- 上映時間 （巻数 / メートル） : 90分 （10巻 / 2,467メートル）
- フォーマット : 白黒映画 - スタンダードサイズ（1.37:1） - モノラル録音

#### キャスト
- 小杉勇 - トウサン
- 轟夕起子 - 花子
- 灰田勝彦 - 只野凡児
- 服部富子 - トミ子
- 柳家金語楼 - 隣の大将
- 佐伯秀男 - 西村
- 若林忠志
- 川上哲治
- 別所毅彦
- 鶴岡一人
- ミスワカナ